# Neopsylla avida
Neopsylla avida är en loppart som beskrevs av Jordan 1931. Neopsylla avida ingår i släktet Neopsylla och familjen mullvadsloppor. Inga underarter finns listade i Catalogue of Life.